# Bille Brown
Bille Brown  (Biloela, 11 januari 1952 – Brisbane, 13 januari 2013) was een Australisch acteur en theaterregisseur. 
Brown is in het theater onder meer bekend geworden door The Swan Down Gloves , The Wizard of Oz, Wild Honey, A Christmas Carol in 1985 en Brown speelde ooit Count Almaviva in The Marriage of Figaro met  Geoffrey Rush en in 1988 The Judas Kiss.
Brown was de regisseur bij het toneelstuk Over the Top with Jim in 1996. In dat jaar begon hij als professor bij University of Queensland. Hij speelde in tientallen films, onder meer in Fierce Creatures, The Dish, Oscar and Lucinda, Singularity, Killer Elite en De kronieken van Narnia: De reis van het drakenschip. Ook speelde hij mee in veel televisieseries, zoals Bad Cop Bad Cop en The Kennedys. In 1999 speelde hij mee in de Australische tv-serie Big Sky.
Aan Bille Brown is de Orde van Australië toegekend.
Bille Brown overleed aan kanker.